# Борисов Борис Ісаакович
Борис Ісаакович Борисов (справжнє прізвище Шут; 1898, Кишинев, Бессарабська губернія - 20 жовтня 1938) - радянський розвідник, партійний та господарський діяч.

## Біографія
Народився в листопаді 1898 року в Кишиніві у сім'ї Іцека-Дувіда Янкелевича Шута. Закінчив казенне єврейське училище там же (1907-1910). Працював у мануфактурному магазині, палітурником і в друкарні в Кишиневі та в Одесі. У травні — жовтні 1917 року був членом Бунд, в 1918 вступив до Комуністичної партії Румунії. У липні 1917 - січні 1918 року служив у Червоній Гвардії. У січні — травні 1918 року — у підпільному бессарабському обкомі РКП(б) у Кишиневі та Бендерах. У травні 1919 року був заарештований Сигуранцем, перебував у в'язниці у військових в'язницях Королівство Румунія до жовтня 1920 року, потім до березня 1921 року знову працював у бессарабському обкомі РКП(б) в Кишиневі. По відрядженні бессарабського обкому «для встановлення зв'язку з румунськими комуністами» у січні — лютому 1921 року відвідав Яси й Бухарест, потім нелегально перейшов кордон і був призначений секретарем і заступником голови (А. Б. Грінштейна) Одеського відділення Закордота (створеної для координації підпільної роботи в Бессарабії секції харківського закордонного комітету ЦК КП(б) України), який рішенням Політбюро ЦК КП(б)У від 11 листопада 1921 року був перейменований у Бюро партії Бессарабії та Буковини.
З березня 1922 року по серпень 1926 року - уповноважений розвідувального управління штабу РККА по роботі в Бессарабії, діяв в Одесі, Київе і Балте (тоді столиці Молдавської АРСР). У серпні 1924 року увійшов до складу очолюваної А. Б. Грінштейном Організаційної комісії зі створення Молдавської АРСР, до якої також входили співробітник транспортного відділу Одеського губернського комітету КП(б)У Г. І. Старий (Борисов), член Бессарабського обкому РКП(б) М. Бубновський та завідувач агітпропу Миколаївського окружного партійного комітету І. І. Бадєєв. Ця група провела підготовчу роботу для прийнятої 12 жовтня 1924 року Третьою сесією восьмого скликання Всеукраїнського Центрального Виконавчого Комітету ухвали «Про утворення Молдавської Автономної Радянської Соціалістичної Республіки».
З серпня 1926 по листопад 1927 - відповідальний секретар Молдпрофради в Балті. З листопада 1927 року до вересня 1928 року у розпорядженні розвідувального управління штабу РККА в Москві.
У вересні 1928 - березні 1929 - політінспектор штабу ВОХР (охорона) воєнізованої охорони в Москві, з березня 1929 по квітень 1931 - секретар парткому фабрики імені В. П. Ногіна в Серпухов, потім завідувач відділу Спілки металістів у Москві. У квітні 1933 року - січні 1935 року - начальник політвідділу Машинно-тракторна станція машинно-тракторної станції в Ямполі, з січня 1935 по грудень 1936 - секретар райкому КП(б)У в Рибниці Молдавської АРСР.
25 березня 1937 року виключений із партії, заарештований. Розстріляно 20 жовтня 1938 року.